# 432 Pythia
432 Pythia eller 1897 DO är en asteroid i huvudbältet, som upptäcktes 18 december 1897 av den franske astronomen Auguste Charlois. Den är uppkallad efter de grekiska prästerna Pythia.
Asteroiden har en diameter på ungefär 46 kilometer.